# Лабарум
Лабарум (грч. λάβαρον) био је вексилум (војна застава) са приказом Хи Ро симбола (☧), христограма који се састоји од прва два слова грчког назива за Христоса (грч. Χριστός; Χ (Хи) и Ρ (Ро)). Користио га је први пут римски цар Константин Велики. Пошто се вексикулум састојао од заставе објешене о пречку на крсту, био је то идеалан симбол Исусовог распећа.
Антички извори праве недвосмислену разлику између термина „лабарум” и „Хи Ро”, иако је каснијом употребом настао утисак да су ти термини синоними. Назив лабарум је примјењен и на оригиналну стандарду коју је користио Константин Велики и на многе друге стандарде које су настале по угледу на њу у касноантичком свијету, а и након тога.